# Dauhá
Dauhá (arabsky: الدوحة‎, výslovnost ad-Dauha, česky též Dohá, Dóhá nebo Doha) je hlavní město Kataru. Založeno bylo v roce 1825 jako al-Bídá. V roce 2011 v Dauhá žilo 1,3 milionu obyvatel, jejich počet stále vzrůstá. Rodilých Katařanů je asi jedna pětina,  80 % tvoří přistěhovalci v hojném počtu z Asie, Evropy i Afriky.
V současnosti je rozmach Dauhá spojen hlavně s ekonomickou silou země jako exportéra ropy, díky níž je Katar jednou z nejbohatších zemí světa. V Dauhá sídlí televizní stanice al-Džazíra, Katarská univerzita a Katarské národní muzeum.

## Historie a současnost
Město bylo založeno v letech 1820-1825 jako předměstí staršího sídla Al-Bídá. Nynější název Dauhá ( anglicky psaný Doha) je odvozen z arabského ad-dawha, což znamená „velký strom“.
Hlavním městem britského protektorátu bylo Dauhá jmenováno v roce 1916. Ve 30. letech 20. století byla u města objevena ložiska ropy, která začala být výrazněji těžena a vyvážena až ve druhé polovině 20. století.

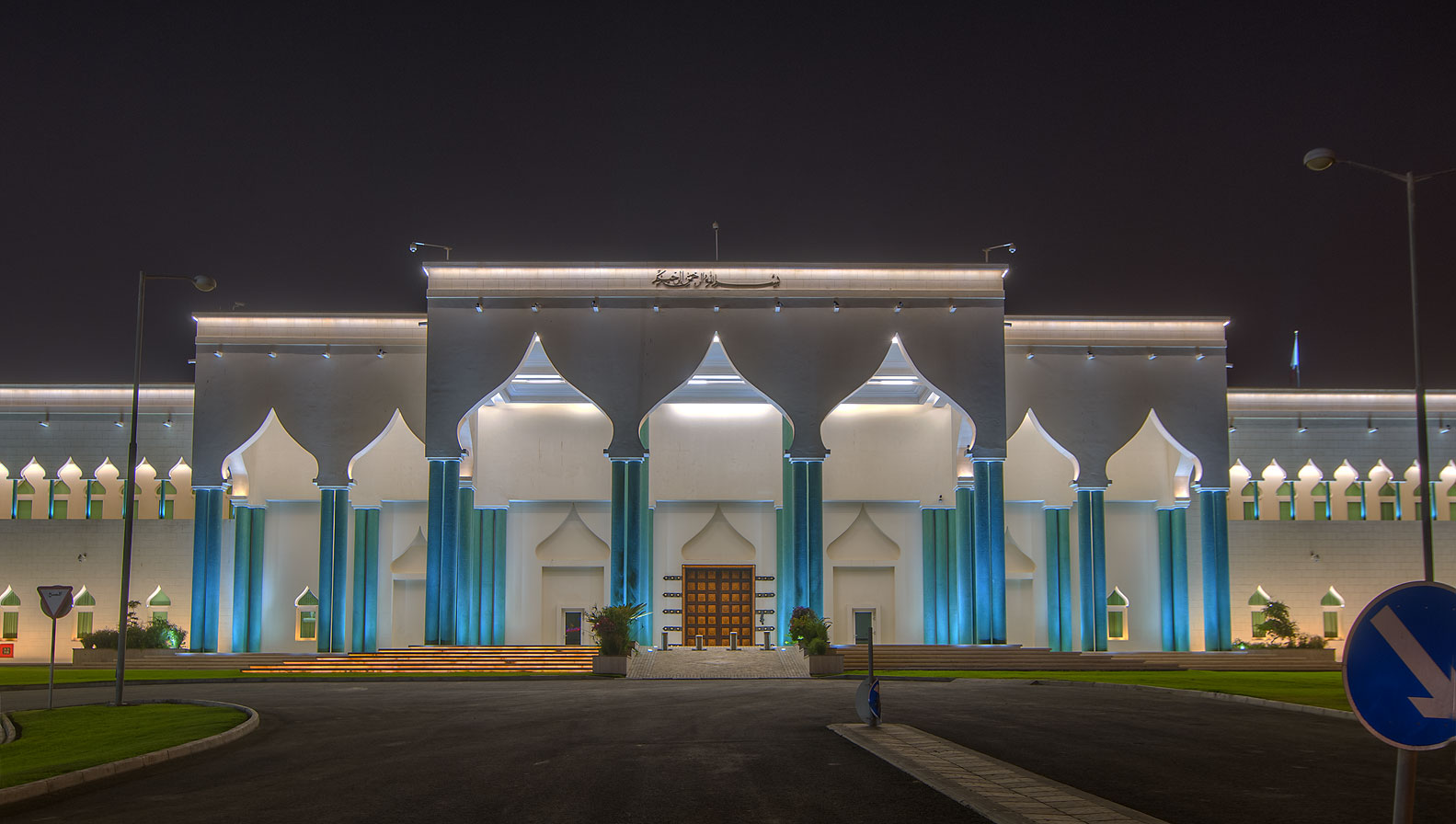
Amiri Díván -průčelí prezidentského paláce

Hlavním městem Kataru se Dauhá stalo v roce 1971, kdy Katar získal nezávislost. V roce 1973 byla ve městě založena Katarská univerzita a v roce 1975 Katarské národní muzeum, jež bylo umístěno do budovy původního emírova paláce. Staví se zde rozsáhlý a propracovaný systém metra, stejně tak jako jedno z budoucích největších letišť světa. V současné době zde také probíhá, podobně jako v Dubaji, intenzivní výstavba mrakodrapů. V roce 2015 mělo Dauhá 4 mrakodrapy vyšší než 500 metrů, 7 mrakodrapů vyšších než 400 metrů a 18 mrakodrapů vyšších než 300 metrů, pravděpodobně více než New York, Chicago a Hongkong.

## Doprava
- Metro - od roku 2019 jsou v provozu tři linky metra o celkové délce 76 km. Maximální rychlost je 100 km/h.
- Mezinárodní letiště Dauhá Orchard-Hamad International Airport- bylo otevřeno roku 2014; přístupová cesta pro pěší má parkovou úpravu
- Městská a příměstská autobusová doprava pokrývá všechny sousední lokality

## Památky, kultura a turitické cíle
- Emírův palác (3. foto v infoboxu)
- Městská tržnice z 19. století (5. foto v infoboxu)
- Islámské kulturní centrum Abdullaha bin Zaid al Mahmuda
- Pevnost Al Koot, postavil Abdullah bin Jassim Al Thani roku 1927
- Katara Cultural Village - amfiteátr s halou pro koncerty a současné umění, areál tradičních staveb
- Muzea: Muzeum islámského umění, Národní muzeum Kataru

## Sport
V roce 2006 Dauhá hostilo XV. asijské hry. Katarský olympijský výbor kandidoval na uspořádání olympijských her v roce 2016, ale i z důvodu teplot až 45 °C neuspěl. Výbor kandidoval znovu na LOH 2020, jejich pořádání však bylo nakonec přiřčeno japonskému Tokiu.
- Fotbalový stadion: odehrála se zde většina zápasů mistrovství světa ve fotbale v roce 2022.
- Automobilový okruh Losail: jezdí se zde Velká cena Kataru.
- Tenis: V únoru se hraje každoroční turnaj v profesionálním tenisu žen kategorie WTA 1000.

## Galerie

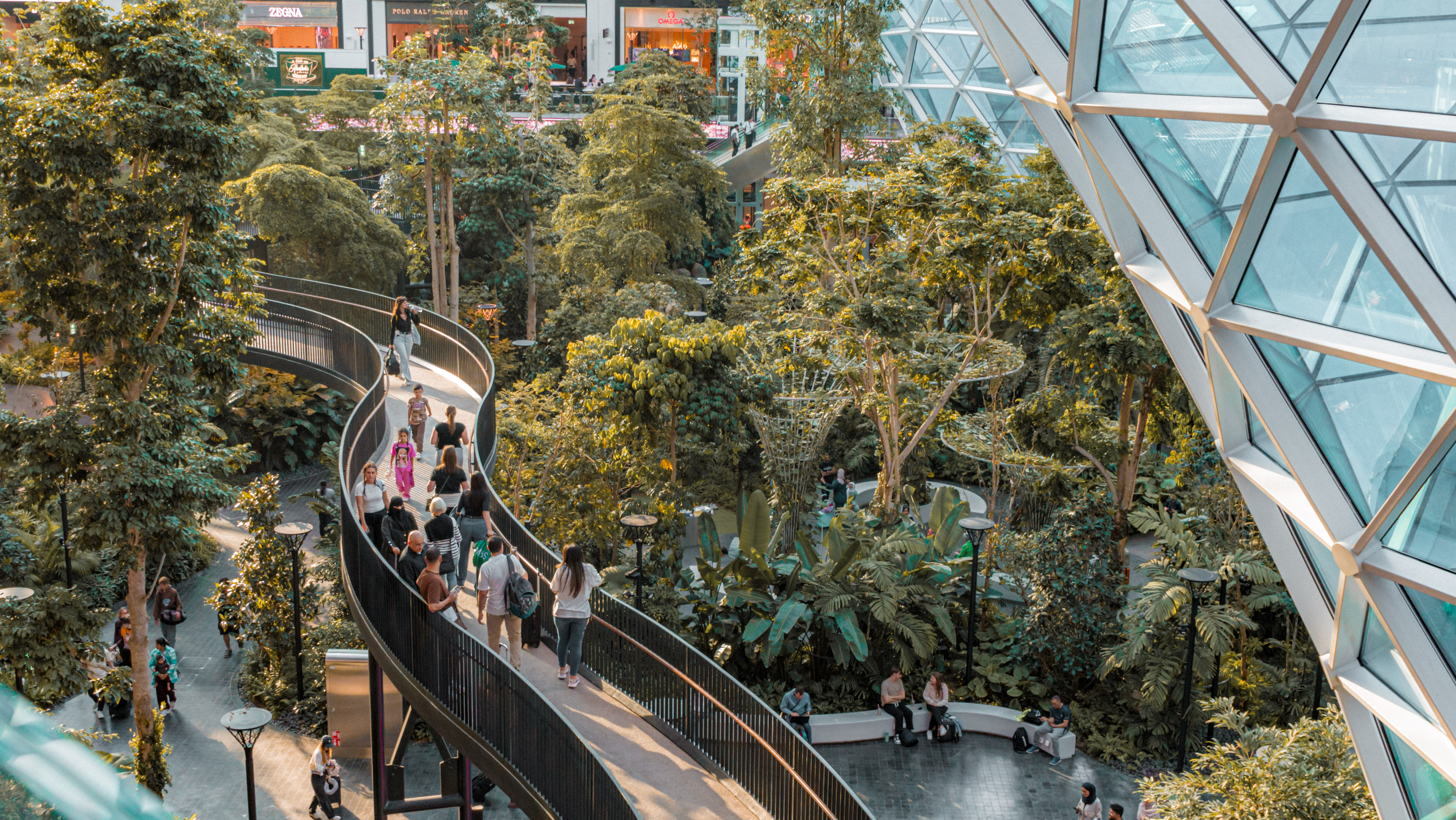
Pěší cesta na letiště
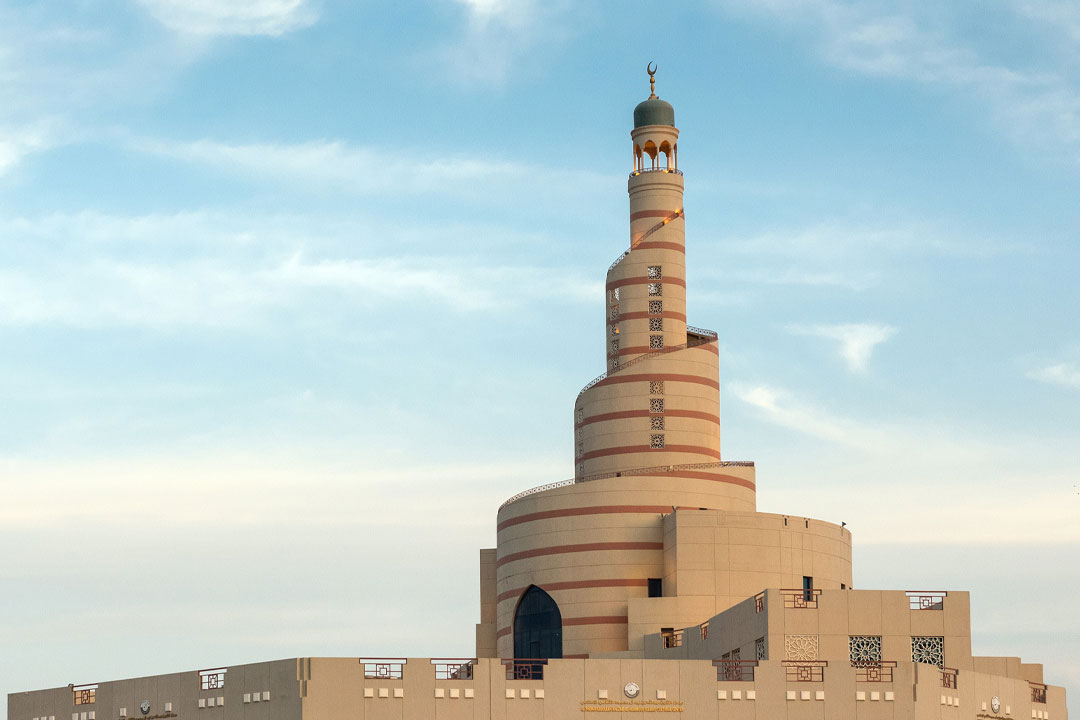
Islámské centruma Bin Zaid Al Mahmuda
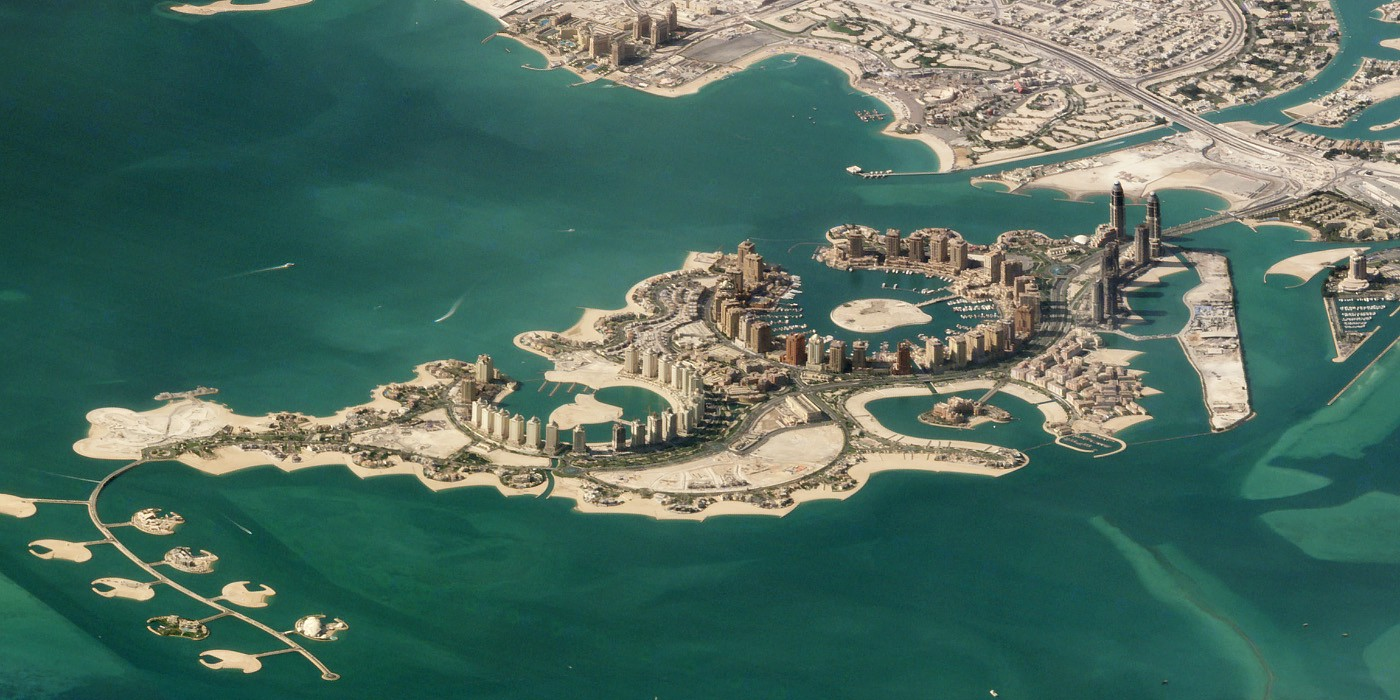
Umělý ostrov The Pearl
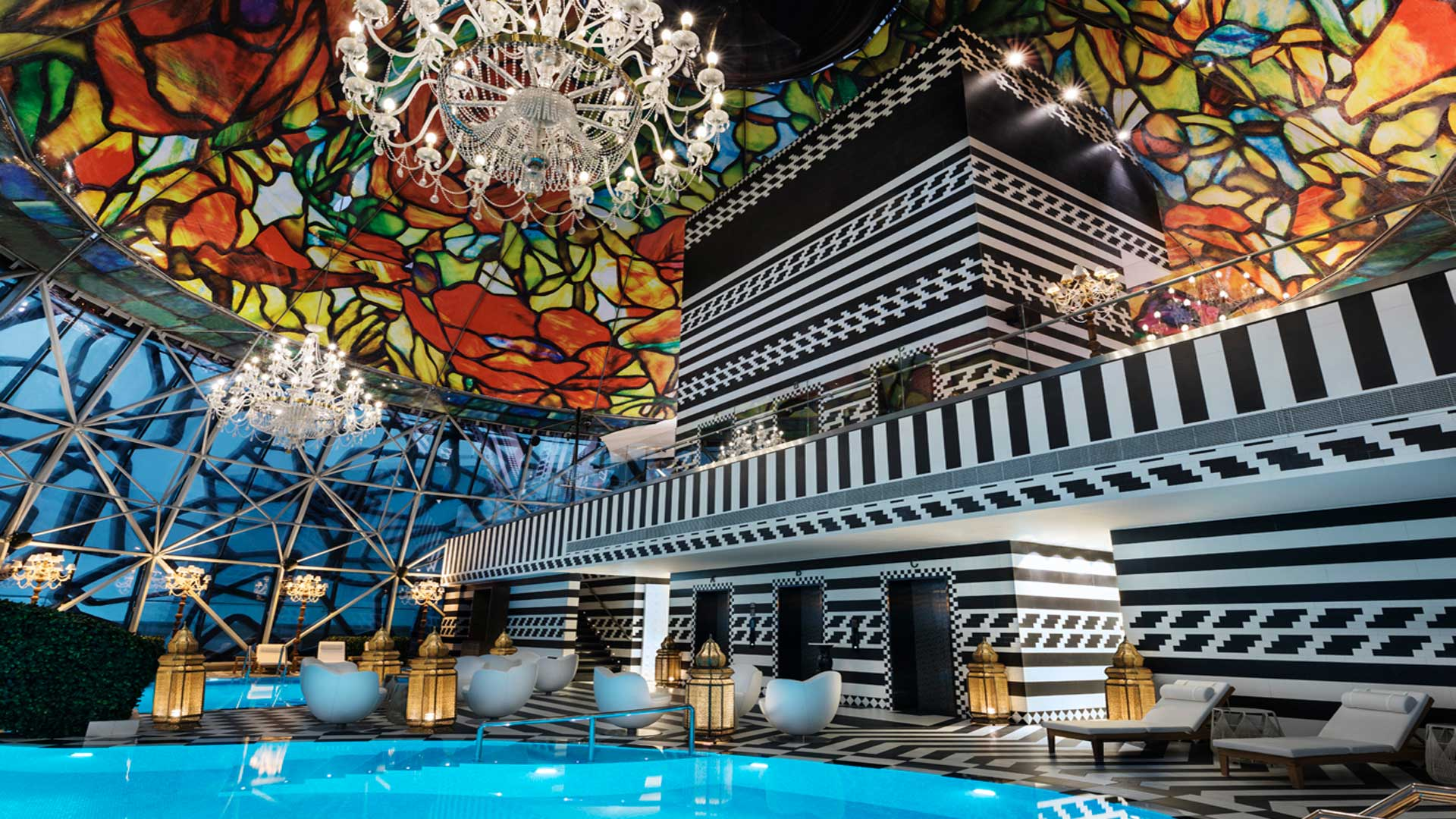
Interiér hotelu Mondrian
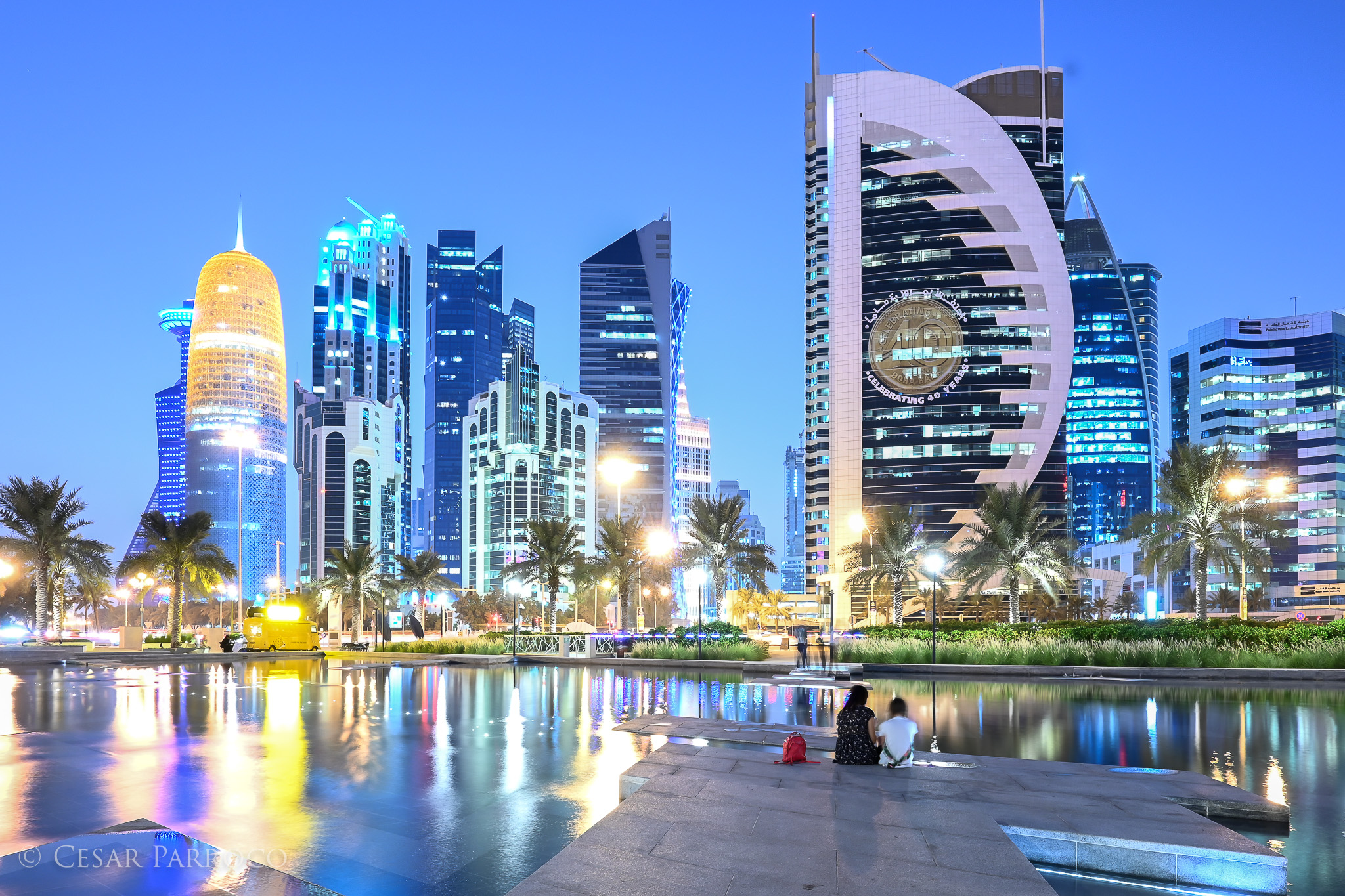
Mrakodrapy West Bay

## Partnerská města
- Alžír, Alžírsko
- Ammán, Jordánsko (1995)
- Boosaaso, Somálsko (1994)
- Manáma, Bahrajn
- Marbella, Španělsko
- Peking, Čína (2008)
- Port Louis, Mauricius
- Stratford nad Avonou, Spojené království
- Tbilisi, Gruzie (2012)
- Tirana, Albánie
- Tunis, Tunisko